# Catogenus inbio
Catogenus inbio là một loài bọ cánh cứng trong họ Passandridae. Loài này được Ivie & Slipinski miêu tả khoa học năm 2005.